# Pardaliparus venustulus
Pardaliparus venustulus е вид птица от семейство Paridae.

## Разпространение
Видът е разпространен в Китай.